# صافوط
صافوط هي بلدة تابعة للواء عين الباشا وهي المعبر الشمالي لعمان ويمر منها طريقين هما الدولي والشمالي (صويلح - جرش) يحدها من الجنوب والشرق مدينة صويلح ومن الشمال عين الباشا ومن الشرق الكمالية.

## سكان
يبلغ عدد سُكان المنطقة 11397 ألف نسمة، متوزعين ما بين ذكور وإناث، حيث يبلغ عدد الذكور فيها 5815 ألف، ويبلغ عدد الإناث 5582 ألف، ويٌقدر عدد العائلات في المنطقة بـ 2509 عائلة، وذلك بناءاً على نتائج التعداد العام للسكان والمساكن الذي أجريّ في 2015م.

## موقع
الجهة الجنوبية: منطقة صويلح.
الجهة الشرقية: منطقة صويلح.
الجهة الشمالية: منطقة عين الباشا.
الجهة الغربية: منطقة الكمالية.